# Afrogyrus rodriguezensis
Afrogyrus rodriguezensis је пуж из реда Hygrophila. 

## Угроженост
Ова врста се сматра угроженом.

## Распрострањење
Ареал врсте је ограничен на једну државу. 
Маурицијус је једино познато природно станиште врсте.

## Станиште
Станиште врсте су слатководна подручја. 